# Radimov
Radimov je obec na Slovensku v okrese Skalica. Žije zde 535 obyvatel.

## Polohopis

### Ulice
Malá a Veľká strana, Krenovica, Horný a Dolný koniec, U Kaplnky.

### Vodní toky
Obcí protéká Radimovský potok.

### Vodní plochy
V blízkosti obce, u statku Budkovany, se nachází chráněný přírodní výtvor Búdkovianske rybníky (tři rybníky a močál). Jde o chráněné území s výskytem vzácných druhů ptáků.

## Kultura a zajímavosti
V obci zůstaly zachovány některé lidové tradice. Pravidelně je tu oslavován masopust, kdy mladí chlapci a děvčata absolvují krojovou zábavu, také se zde pochovává basa, kdy obcí průvod s maškarami. Na Velkou noc chlapci chodí od domu k domu s velkým vlastnoručně upletenou pomlázkou a vybírají od děvčat mašle, které zavěšují na pomlázku, který později pověsí na májku stojící ve středu obce.

### Hudba
Každoročně, na počátku letních prázdnin, se zde koná hudební festival Radimovská šopa.

### Památky
Římskokatolický kostel sv. Zuzany, z roku 1734.

### Sport a spolky
- Tělovýchovná jednota
- Dobrovolný hasičský sbor

### Školství
V obci se nachází mateřská škola i základní škola s 1. - 4. ročníkem.